# 広島県総合グランドメインスタジアム
広島県総合グランドメインスタジアム（ひろしまけんそうごうグランドメインスタジアム）は、広島県広島市西区の広島県総合グランド内にある陸上競技場。通称、広島スタジアム。略称は「広島スタ」。2020年（令和2年）10月より、命名権名称により『Balcom BMWスタジアム』の名称を用いている（詳細後述）。
施設は県が所有し、2021年（令和3年）4月以降、ミズノ・（公財）広島県教育事業団・ミズノスポーツサービス・ユニサス・三栄産業で構成される「ひろしま未来創造パートナーズ」が指定管理者となり運営管理を行っている。

## 概要
1941年誕生の施設の一つで、かつては織田幹雄記念国際陸上競技大会も開催されるなど、広島陸上界における聖地として知られる。
球技場としても使用されており、以前はJリーグ・サンフレッチェ広島のホームスタジアムだった。現在では、天皇杯や皇后杯などの全国規模の大会、全広島サッカー選手権大会や高円宮杯 JFA U-18サッカープリンスリーグ中国など地方規模の大会など広島県サッカー協会主催のサッカー公式戦会場や、ジャパンラグビーリーグワンのマツダスカイアクティブズ広島や中国電力レッドレグリオンズのホームゲームなど、ラグビーの公式戦会場としても利用されている。

### 施設命名権
施設の命名権をコカ・コーラウエストホールディングスが取得し、2008年（平成20年）4月1日より呼称を「Coca-Cola West 広島スタジアム」（略称は主に「コカスタ」表記）としていた。その後、組織再編でコカ・コーラボトラーズジャパンホールディングスとなった事に伴い、2018年（平成30年）4月1日からは、「コカ・コーラボトラーズジャパン広島スタジアム」としていた。2020年（令和2年）3月31日をもって命名権契約が終了し、4月1日より「広島県総合グランドメインスタジアム」に名称を戻した が、同年10月1日より、BMWの中国地方の販売代理店（正規ディーラー）「バルコム」が広島県総合グランド全体の命名権を取得し、、「Balcom BMWスタジアム」（バルコム・ビーエムタブリュー・スタジアム）の呼称を用いることになった。

## 歴史
1941年12月、広島県の皇紀2600年記念事業の一環として完成した、「総合体錬場（現広島総合グランド）」の一施設。完工式は同年12月7日に行われ、陸上競技の織田幹雄・吉岡隆徳・高田静雄の3選手が模範演技を見せた。この日から3日間記念の体育大会が行われたが、翌8日から太平洋戦争に突入、大会は予定どおり行われたものの、会場でも大本営発表が再三放送されたとの回想がある。
1945年8月6日広島市への原子爆弾投下の際には、爆心地から約3.5 km（右地図より）に位置した。右地図資料より火災には遭わなかったことがわかる。付近の建物破損が起きた可能性はあるが、広島市が発行した原爆戦災誌などの公式資料にはここの被災状況は記載されていない。
1951年広島国体で初めて全国規模の大会に利用された。南側に広島空港（広島西飛行場）ができ、1961年から供用開始している。
1974年には来日中のペレがここでサッカー教室を開いた。
1993年に開幕するJリーグに参加するサンフレッチェ広島がホームスタジアムとして使用することや、1992年アジアカップ、1994年の広島アジア大会、1996年のひろしま国体の試合会場として使用することから、1992年に全面改築を施した。
また、1996年から始まった全国都道府県対抗男子駅伝競走大会のスタート地点にもなっていたが、転倒シーンが多く見られた為コースの変更を余儀なくされ、わずか4年でスタート地点としての役目を終え、2000年からはスタート地点もゴール地点と同じ広島平和記念公園となった。
2003年に発足した「専用スタジアム推進プロジェクト」にて、サッカー専用スタジアムに改修しサンフレッチェ広島の本拠地とする計画が挙がった。しかし、これには陸上競技関係者の反対にあい、都市公園法および航空法の問題もあり、断念することとなった（詳細は広島のサッカースタジアム構想参照）。
なおサンフレッチェは1994年（公式には1996年）以降、同じ広島市内にある広島ビッグアーチにホームスタジアムの登録を変更したため、2006年までは準ホーム扱い となっていたが、2007年以降サンフレッチェ主催の試合は行われなくなった。これはここが固定席を約7千席分しか有しておらず、Jリーグライセンスで、必須項目とされるA等級条件として提示した規定の固定座席数（J1・1万5000、J2・1万）の固定席を確保できないためである。
しかし2011年8月13日、広島ビッグアーチに試合日程発表前から他のイベント予約が入っていた影響で、同日行われるJ1リーグ公式戦の代替会場としてここでの開催が決定した。
J1規定に対応するために次のような仮設施設の設置工事をした。
1. バックスタンド前に仮設席を設置[6]
2. ゴール裏席の前に立見席（グラウンド上にフェンスを囲った形）を設置[7]
3. トラック運搬型の仮設オーロラビジョンをゴール裏とバックスタンドの間のスペースに設置[8]

また、南側に広島西飛行場があった関係から、航空法による高さ規制により当施設の改修には制限があったが、2011年に空港の閉鎖とヘリポート化への変更が決まったため当施設に屋根をかけることに制限がなくなった。

## ラグビートップリーグ開催実績
- 2008年11月29日　コカ･コーラウエストレッドスパークス 10-39 サントリーサンゴリアス
- 2009年10月25日　コカ･コーラウエストレッドスパークス 22-55 東芝ブレイブルーパス
- 2010年10月24日　コカ･コーラウエストレッドスパークス 3-28 NECグリーンロケッツ
- 2011年11月20日　NTTドコモレッドハリケーンズ 10-62 トヨタ自動車ヴェルブリッツ
- 2013年10月27日　神戸製鋼コベルコスティーラーズ 33-11 NTTコミュニケーションズシャイニングアークス
- 2014年10月12日　宗像サニックスブルース 21-59 東芝ブレイブルーパス

## 現在のスタジアム概要
- 交通　JR広島、横川の各駅と広島西飛行場からのバスで総合グラウンド入口下車
- 日本陸上競技連盟第2種公認[9]
- トラック：400m×8レーン、全天候舗装
- フィールド：天然芝
- 収容人員：15,409人（ゴール裏が芝生席）
- ナイター照明設備（メイン・バック両スタンドに設置）
- スコアボード：電光式

## 総合グランド内その他の施設
- 広島県総合グランド
  - 広島県総合グランド補助競技場（日本陸上競技連盟第4種公認[9]）
  - 広島県総合グランドラグビー場
  - 広島県総合グランド野球場
  - 広島県総合グランド運動場（多目的広場）

## エピソード
2023年1月15日、開催されたJAPAN RUGBY LEAGUE ONE・中国電力レッドレグリオンズ対クリタウォーターガッシュ昭島の試合中に選手のモールでゴールポストの左側ポストが根元から倒れた。そのため特別ルールとして「ドロップゴールなし」「トライ後のコンバージョン、ペナルティーゴールは反対側のゴールで行う」「ゴールを外した場合は22メートルラインからのドロップアウトで再開」などを両チームが了承した上で行われた。